# Ащерино (Ленинский район)
Ащерино — деревня в Ленинском городском округе Московской области России.

## Расположение
Деревня Ащерино находится примерно в 7 км к северо-востоку от центра города Видное. В километре к западу от деревни проходит Каширское шоссе. Ближайшие населённые пункты — посёлок Развилка и деревня Картино.

## Название
Название деревни, предположительно, произошло от некалендарного личного имени Ощера.

## История
В XIX веке деревня Ащерино входила в состав Островской волости Подольского уезда. В 1899 году в деревне проживало 178 человек.
До 2006 года деревня входила в Картинский сельский округ Ленинского района, а с 2006 до 2019 года в рамках организации местного самоуправления включалась в Развилковское сельское поселение Ленинского муниципального района.
С 2019 года входит в Ленинский городской округ.

## Население
| 2002 | 2006 | 2010 |
| ---- | ---- | ---- |
| 75   | ↘63  | ↗199 |

Согласно Всероссийской переписи, в 2002 году в деревне проживало 75 человек (36 мужчин и 39 женщин). По данным на 2005 год в деревне проживало 63 человека.